# Omicidio (ordinamento statunitense)
L'omicidio nel diritto degli Stati Uniti d'America manca di una disciplina unitaria, in quanto la definizione del contenuto del reato e dei criteri e modi in cui viene punito spetta, salvo determinati casi eccezionali, alla esclusiva competenza dei singoli Stati. Le legislazioni penali dei vari Stati differiscono tra loro, tanto nella terminologia usata per definire l'omicidio quanto nell'individuazione del suo contenuto. È tuttavia possibile riconoscere una serie di elementi comuni alle diverse legislazioni statali, e tracciare così un quadro generale, seppur approssimativo, del reato di omicidio nella legislazione americana.

## Tipi di omicidi
Il termine omicidio (in inglese homicide o più propriamente criminal homicide) individua generalmente una categoria di reati che puniscono l'uccisione di una persona causata da una persona, senza il concorso di cause di giustificazione (in inglese unlawful killing of a human being).
La legislazione penale statunitense, come numerose altre legislazioni anche lontane dalla tradizione giuridica americana e in generale di common law, manca di una figura delittuosa unitaria di omicidio e individua una serie di delitti distinti a seconda della gravità con cui l'uccisione di una persona viene compiuta. Anche da un punto di vista terminologico si tratta di reati indicati con nomi diversi.
Una prima distinzione è quella tra murder e manslaughter: si tratta di due distinti reati entrambi rientranti nella categoria dell'omicidio, inteso come criminal homicide, poiché il fatto materiale di entrambi è l'uccisione di un uomo. Il murder è un reato più grave del manslaughter, dal quale si differenzia tanto per circostanze soggettive attinenti all'autore del reato quanto per circostanze oggettive relative alla modalità di esecuzione dell'azione criminosa. Il murder può essere sanzionato con pene molto pesanti, che possono arrivare all'ergastolo o alla pena di morte, negli stati in cui è prevista.
A loro volta sia il murder che il manslaughter sono strutturati in base alla loro gravità.
Nella legislazione penale federale e quella di molti stati l'omicidio è pertanto classificato in ordine decrescente di gravità nel seguente modo:
1. omicidio-murder di primo grado
2. omicidio-murder di secondo grado
3. omicidio-manslaughter volontario
4. omicidio-manslaughter involontario

Questo schema rappresenta solo una delle possibili classificazioni dell'omicidio: gli stati della Florida, Minnesota e Pennsylvania prevedono infatti un terzo grado per il murder, mentre altri stati (ad esempio lo Utah o il Texas) non adottano una classificazione per gradi, ma prevedono accanto alla fattispecie del murder una forma aggravata (aggravated murder in Utah e capital murder in Texas) che comporta la condanna alla pena capitale.

### Murder

#### L'omicidio capitale di primo grado
L'omicidio-murder di primo grado è la forma più grave di omicidio. Esso può comportare la condanna alla pena di morte, quando il reato è sottoposto alla giurisdizione federale o di uno stato che la prevede. Generalmente perché un omicidio venga classificato di primo grado è necessario dimostrare che il reato sia il risultato di un disegno criminoso volto all'uccisione di un uomo. Si parla in proposito di malice aforethought, cioè di premeditazione del reato di omicidio. L'omicidio di primo grado è dunque un omicidio premeditato che non sia stato compiuto in uno stato d'ira o di concitazione.
Accanto all'omicidio premeditato si possono individuare altre due forme di omicidio di primo grado, definite in base alle circostanze oggettive in cui il delitto è stato commesso:
- il primo caso è quello di un omicidio compiuto con particolare crudeltà o violenza, cosicché le modalità di esecuzione del reato determinano la sua qualificazione come reato di primo grado anche a prescindere dall'esistenza di premeditazione;
- il secondo caso è quello del cosiddetto felony murder. In questo caso è colpevole di omicidio di primo grado chiunque abbia partecipato alla commissione di un diverso grave crimine (felony), quando in conseguenza di tale reato si sia causata la morte di un uomo.

Qualora ad esempio due persone compiano una rapina in banca e uno dei due rapinatori spari e uccida una terza persona, entrambi potranno essere condannati per omicidio di primo grado, anche se la morte del terzo è imputabile esclusivamente a uno dei due rapinatori. In questo caso la sola partecipazione a un diverso crimine, in conseguenza del quale si è verificata la morte di un uomo, fa sì che tutti gli autori del primo crimine rispondano di omicidio. Alcuni stati estendono ulteriormente la portata di questo principio e puniscono per omicidio di primo grado tutti gli autori di un diverso crimine, a causa del quale si è verificata la morte di un uomo, anche quando la morte non sia imputabile ad alcuno degli autori del primo reato, ma sia stata cagionata da altra persona o sia un evento accidentale.

#### L'omicidio di secondo grado
Le legislazioni che prevedono due diversi gradi di murder considerano l'omicidio di secondo grado come una figura residuale, nel senso che viene considerato di secondo grado ogni omicidio che sia un murder e che non abbia i requisiti espressamente previsti per l'omicidio di primo grado. Sul piano generale, tutte le volte che un omicidio volontario non può essere qualificato di primo grado, perché privo di premeditazione oppure perché non caratterizzato da particolare crudeltà nell'esecuzione o perché non avvenuto in concomitanza con un altro grave reato (felony), si potrà affermare che si tratta di un omicidio di secondo grado, purché non lo si possa altrimenti qualificare come un manslaughter volontario.
In alcuni stati si configura il reato di omicidio di secondo grado quando una persona procura ad un'altra delle lesioni gravi e quest'ultima muore. L'autore delle lesioni risponderà di omicidio di secondo grado anche se la morte non era stata da lui voluta né prevista come conseguenza delle lesioni causate alla vittima. In altri casi è chiamato a rispondere di omicidio di secondo grado colui che, sottraendosi all'arresto, causa la morte di un uomo oppure determina col suo gesto le circostanze che portano all'uccisione del seguente. 
Dove sono previsti tre diversi gradi di omicidio, viene considerato omicidio di terzo grado qualunque omicidio volontario che non abbia i requisiti espressamente previsti né per il primo né per il secondo grado.

### Manslaughter
Un omicidio ancorché volontario può essere considerato di minor gravità in considerazione delle circostanze in cui viene commesso. In questo caso viene considerato come un reato distinto ed è denominato manslaughter. Esso costituisce un reato diverso dal murder di cui non può essere in alcun modo considerato una diversa gradazione.
Un manslaughter può essere doloso, cioè commesso con l'intenzione di causare la morte di un uomo, ma può configurarsi anche come un omicidio colposo, in cui la morte è conseguenza di una condotta imprudente o negligente. La legislazione penale federale e quella di numerosi stati individuano dunque due diversi gradi di manslaughter: manslaughter volontario e manslaughter involontario.

#### Manslaughter volontario
In generale viene considerato manslaughter volontario un omicidio realizzato con un comportamento idoneo a uccidere e di cui la morte è conseguenza prevista o voluta, quando il reato sia commesso però in un particolare stato d'ira determinato da altrui provocazione. È richiesto che la provocazione sia proporzionata, idonea cioè a indurre una persona di media moralità in uno stato d'ira tale da rendere comprensibile una reazione omicida.
Viene considerato manslaughter volontario anche il caso in cui una persona causi la morte di un'altra nell'errata convinzione di agire in legittima difesa. Si tratta del caso in cui una persona ritenga solo erroneamente di trovarsi in una situazione di pericolo che giustifichi una reazione da cui deriva la morte di un altro.

#### Manslaughter involontario
Quando la morte di un uomo è la conseguenza della condotta imprudente o negligente di un altro, tale omicidio viene definito manslaughter involontario. Si tratta di un omicidio colposo poiché la morte non è stata voluta né prevista ma è stata determinata da negligenza o imprudenza. Il caso tipico del manslaughter involontario è quello dell'omicidio che consegue a un fatto commesso in violazione delle norme sulla circolazione stradale. Molti stati tuttavia configurano questa fattispecie come un diverso e specifico reato.

## Diritto comparato

### Confronto con l'omicidio nel diritto penale americano
Nel sistema americano rientrano nella fattispecie di omicidio una serie di reati che si distinguono tra loro principalmente sulla base della gravità del fatto, con una prima distinzione tra murder, la forma più grave di omicidio, e manslaughter, ciascuno dei quali presenta poi diversi gradi di gravità.
Il sistema italiano prevede invece tre diverse ipotesi di omicidio, in cui è l'elemento soggettivo dell'autore a distinguere una fattispecie dall'altra. L'omicidio non si classifica dunque in base alla gravità della condotta criminosa ma a seconda che l'autore del delitto abbia agito con dolo, preterintenzione o colpa.
Anche nel sistema italiano la gravità della condotta ha comunque un suo rilievo. Tuttavia la scelta operata dal legislatore italiano è stata quella di mantenere l'unità della fattispecie dell'omicidio doloso, graduando il delitto con il sistema delle circostanze aggravanti, e ha così evitato di creare diverse fattispecie di omicidio volontario a seconda della gravità.
In modo sommario si può dunque affermare che:
- il first degree murder corrisponde a un omicidio doloso premeditato o aggravato (artt. 576, 577 c.p.);
- Il felony murder — tipica espressione di responsabilità oggettiva[11] — corrisponde all'omicidio preterintenzionale, "ma molto più severe sono le pene previste per il felony-murder nei paesi di common law".[12] Esempio di scuola: "John commette un felony, e cioè un grave delitto, e da questo deriva la morte di Jim, John è responsabile della più grave forma di omicidio (murder) anche se la morte di Jim non era da lui né prevista né prevedibile".[13] "V'è peraltro da dire che oggi la fattispecie attraversa un periodo di crisi dovuta all'emergere del principio di colpevolezza".[14] Nonostante ciò la Suprema Corte statunitense  — "del resto ormai sempre più conservatrice e sempre meno orientata a riconoscere diritti di libertà — fa orecchie da mercante, e tollera la strict liability, o altre forme di responsabilità oggettiva, quali delitti aggravati dall'evento come il felony-murder."[14]
- il second degree murder e il voluntary manslaughter possono essere compresi nell'omicidio volontario (art. 575 c.p.), con possibilità di riconoscere varie circostanze attenuanti (vedi ad esempio l'art. 62, n. 2 c.p.)
- sempre il second degree murder e il voluntary manslaughter, quando la morte è la conseguenza di lesioni inferte senza l'intento di causare la morte, possono essere configurati anche come un omicidio preterintenzionale (art. 584 c.p.) o a un omicidio con dolo eventuale; anche l'omicidio per eccesso di legittima difesa rientrerebbe nella fattispecie del voluntary manslaughter
- l'involuntary manslaughter è infine un omicidio colposo (art. 589 c.p.)

Anche le regole per il concorso di persone e per il reato aberrante, nel diritto statunitense operano similmente, quanto agli effetti, alle norme di diritto italiano (artt. 83, 110, 116 c.p.).

### Confronto con l'omicidio nel diritto penale svizzero
Rispetto al sistema americano, nell'ordinamento penale svizzero si riscontra dunque una fattispecie base di omicidio che può essere accostata al murder di secondo grado, con una forma aggravata denominata "assassinio", paragonabile a un murder di primo grado. Le figure attenuate di omicidio sono invece accostabili al manslaughter.
Da un punto di vista terminologico, la versione italiana del codice penale svizzero utilizza il termine omicidio tanto per la fattispecie base dell'art. 111 CP quanto per alcune figure attenuate: omicidio passionale (art. 113 CP)  e omicidio su richiesta della vittima (art. 114 CP).
La versione francese usa il termine homicide solo nella rubrica dell'articolo 111 CP ma utilizza poi il termine meurtre per definire l'omicidio intenzionale dell'art. 111,  passionale dell'art. 113 (meurtre passionel), su richiesta della vittima dell'art. 114 (meurtre sur la demande de la victime). Per l'assassinio è invece usato il termine assassinat (art. 112). 
La versione tedesca ricorre a tre diversi termini. Il termine generico che indica l'omicidio è Tötung, utilizzato all'art. 111 (vorsätzliche Tötung) e all'art. 114 (Tötung auf Verlangen). Vengono usati invece due termini distinti per l'assassinio dell'art. 112 (Mord) e per l'omicidio passionale dell'art. 113 (Totschlag).